# Hochhausener Weinberge
Das Naturschutzgebiet Hochhausener Weinberge liegt auf dem Gebiet des Haßmersheimer Ortsteils Hochhausen  im Neckar-Odenwald-Kreis in Baden-Württemberg.

## Kenndaten
Das Schutzgebiet entstand am 28. Dezember 1962 durch Verordnung des Regierungspräsidiums Karlsruhe mit der Schutzgebietsnummer 2.158. Diese Verordnung wurde im Gesetzblatt für Baden-Württemberg am 16. Februar 1993 veröffentlicht und trat danach in Kraft. Der CDDA-Code lautet 163705  und entspricht der WDPA-ID.

## Lage
Das Gebiet liegt direkt an den namengebenden Ort Hochhausen angrenzend, nordwestlich des Haßmersheimer Ortsteils.
Es wird vom Landschaftsschutzgebiet Nr. 2.25.025 Neckartal III vollständig umschlossen. Es gehört außerdem zum FFH-Gebiet Nr. 6620-342 Neckartal und Wald Obrigheim. Das Gebiet liegt in den Naturräumen 125-Kraichgau und 128-Bauland innerhalb der naturräumlichen Haupteinheit 12-Neckar- und Tauber-Gäuplatten.

## Schutzzweck
Wesentlicher Schutzzweck ist gemäß Schutzgebietsverordnung die Erhaltung
- und Pflege der zahlreichen, biologisch vielfältigen Strukturen der ehemaligen Weinberge, die sich zu Lebensräumen von hoher ökologischer Bedeutung entwickelt haben;
- eines Gebietes, das mit seinen breiten Steinriegeln und schmalen ehemaligen Weinbergen ein bemerkenswertes Kulturzeugnis darstellt;
- und Förderung der vielfältigen und für den Naturraum typischen Vegetation, insbesondere der Halbtrockenrasen mit ihren seltenen oder gefährdeten Arten, der thermophilen Säume und der Salbei-Glatthaferwiesen;
- und Pflege einer typischen Kulturlandschaft mit Gebüschen, Hecken und Wäldern;
- eines standortheimischen Laubmischwald des mit überwiegendem Laubholzanteil;
- und Förderung der auf diese strukturreichen Lebensräume angewiesenen Tierwelt, die im Hinblick auf das Vorkommen zahlreicher vom Aussterben bedrohter bzw. stark gefährdeter oder seltener Arten besonders geschützt werden muss, insbesondere der Tag- und Nachtfalter und Reptilienarten.